# Gouverneur des îles Malouines
Le gouverneur des îles Malouines est le représentant de la Couronne britannique aux îles Malouines, agissant « au nom de Sa Majesté» et est de facto le chef de l'État en l'absence du monarque britannique. Le rôle et les pouvoirs du gouverneur sont définis dans le chapitre II de la Constitution des îles Malouines. Il assure également la fonction de commissaire de la Géorgie du Sud et des Îles Sandwichs depuis 1985.

## Histoire
La première colonie sur les îles était à Port Saint-Louis et était dirigée par Louis Antoine de Bougainville, l'administrateur de la colonie française qui a été créée en 1764 et s'est terminée trois ans plus tard. Le premier chef britannique fut John McBride, le capitaine du HMS Jason, en 1766 à Port Egmont (la colonie s'était établie un an plus tôt). La colonie française de Port Saint-Louis a été transférée à l'Empire espagnol en 1767 et renommé Puerto Soledad, le premier administrateur militaire espagnol étant Felipe Ruiz Puente. Les Britanniques ont choisi de se retirer de nombreuses colonies d'outre-mer en 1776 en raison de la pression de la guerre d'indépendance américaine. Cependant, dans la correspondance épistolaire entre les ambassadeurs de France et d'Espagne et dans les notes diplomatiques britanniques on dit explicitement que le Royaume-Uni abandonnera les Malouines après que l'Espagne aura réparé l'honneur blessé par l'expulsion des Britanniques de Port Egmont. La colonie espagnole a pris fin en 1811 à la suite de la guerre d'indépendance espagnole.
En 1829, Luis Vernet a été proclamé gouverneur de Puerto Luis (Malouines) par les Provinces-Unies du Río de la Plata. S'opposant à cette action, le Royaume-Uni a envoyé un groupe de travail pour rétablissement de la domination britannique sur les îles en 1833. Les Malouines ont ensuite été colonisées, principalement par des colons en provenance du Pays de Galles et d'Écosse.
Le premier gouverneur des Malouines a été Richard Moody en 1843 qui a fondé Port Stanley. Il y avait alors un gouvernement britannique sur les îles jusqu'en 1982, lorsque les Malouines ont été envahies et occupées par l'Argentine pendant 74 jours. Durant cette période, le gouverneur britannique (Sir Rex Hunt) a été expulsé et le brigadier général Mario Menéndez a été nommé « gouverneur militaire des îles Malouines et de la Géorgie du Sud et les îles Sandwich du Sud (espagnol : Gobernación Militar de las Islas Malvinas, Georgias del Sur y Sandwich del Sur) par la junte militaire argentine.
À la suite du départ des troupes argentines à la fin de la guerre des Malouines, le gouverneur britannique de retour décida que le Gouvernement des îles Malouines devait être modernisé. En 1985, la Constitution des Malouines est entré en vigueur réduisant grandement le pouvoir du gouverneur, et rendant le gouvernement plus responsable devant le Conseil exécutif et créant un nouveau poste de « chief executive », auquel de nombreux pouvoirs du gouverneur ont été délégués. En 2009, une nouvelle constitution a été créée qui a également défini le rôle et les pouvoirs du gouverneur.

## Prestation de serment
En vertu de l'article 23 (3) de la Constitution, avant d'entrer en fonctions, le gouverneur doit prêter serment d'allégeance. Le libellé de la prestation de serment est spécifié à l'annexe B de la Constitution :
« Moi, nom, je jure (ou affirme solennellement) que je servirai bien et fidèlement Sa Majesté le Roi Charles III, ses héritiers et ses successeurs, et le peuple des îles Malouines, et maintiendrai la Constitution et les autres lois en vigueur dans les îles Malouines, dans ma fonction de gouverneur. (Que Dieu me vienne en aide.) »

## Référence
1. ↑  (en) Kohen, Marcelo G.; Rodríguez, Facundo D., « The Malvinas/Falklands Between History and Law » [PDF], CreateSpace Independent Publishing Platform, 2017 (ISBN 978-1973746478, consulté le 6 juin 2025), p. 46–51.

## Sources
- (en) Cet article est partiellement ou en totalité issu de l’article de Wikipédia en anglais intitulé « Governor of the Falkland Islands » (voir la liste des auteurs).